# مارگاریتا گاسپاریان
مارگاریتا ملیکی گاسپاریان (ارمنی: Մարգարիտա Մելիքի Գասպարյան; روسی: Маргари́та Ме́ликовна Гаспаря́н؛ زاده ۱ سپتامبر ۱۹۹۴) یک تنیس‌باز روسیه-ارمنستان است.